# Heide Lauter-Bufe
Heide Lauter-Bufe (auch Heide Lauter-Bufé, geborene Adelheid Bufe; * 5. März 1938 in Rostock; † vor 2020) war eine deutsche Klassische Archäologin.

## Leben
Heide Bufe besuchte die Volksschule und das Gymnasium in Hohenlimburg. Anschließend studierte sie Klassische Archäologie an den Universitäten Köln (SS 1958–WS 1958/59), Freiburg (SS 1959–WS 1959/60), München (SS 1960–WS 1960/61), Bonn (SS 1961–SS 1965) und wieder Köln (WS 1965/66–WS 1967/68). 1967 wurde sie in Köln bei Heinz Kähler mit einer Arbeit zur pompejanischen Wandmalerei promoviert.
Bufe heiratete 1967 den Archäologen Hans Lauter (1941–2007). Mit ihm zusammen forschte sie vor allem in Attika und ab 1991 in Megalopolis (Arkadien). Die dort begonnenen Forschungen führte sie nach dem Tod Hans Lauters fort und publizierte sie. Eine umfangreiche eigene Untersuchung widmete sie der Entwicklung des in Unteritalien verbreiteten sikeliotisch-korinthischen Kapitells – eine bis heute grundlegende Studie zu dieser Kapitellform. Weitere Forschungen galten beispielsweise der Fassade des Scipionengrabes, der architektonischen Gartengestaltung in Pompeji und Herculaneum oder der Entwicklung lakonischer Akrotere.

## Veröffentlichungen (Auswahl)
- Zur Stilgeschichte der figürlichen pompejanischen Fresken. Hogl, Erlangen 1969 (= Dissertation Universität Köln 1967, mit Lebenslauf).
- Entstehung und Entwicklung des lakonischen Akroters. In: Mitteilungen des Deutschen Archäologischen Instituts. Athenische Abteilung. 89, 1974, S. 205–230.
- Zur architektonischen Gartengestaltung in Pompeij und Herculaneum. In: Neue Forschungen in Pompeji. Recklinghausen 1975, S. 169–173.
- Zur Fassade des Scipionengrabes. In: Mitteilungen des Deutschen Archäologischen Instituts. Römische Abteilung 89, 1982, S. 35–46.
- Die Geschichte des sikeliotisch-korinthischen Kapitells. Der sogenannte italisch-republikanische Typus. Philipp von Zabern, Mainz 1987, ISBN 3-8053-0938-4.
- Das Heiligtum des Zeus Soter in Megalopolis. Philipp von Zabern, Mainz 2009, ISBN 978-3-8053-3963-6.
- mit Hans Lauter: Die politischen Bauten von Megalopolis. Philipp von Zabern, Mainz 2011, ISBN 978-3-8053-4324-4.
- Die Stoa Philippeios in Megalopolis. Nünnerich-Asmus, Mainz 2014, ISBN 978-3-943904-78-9.
- Megalopolis – Theater und Thersilion. Nünnerich-Asmus, Mainz 2017, ISBN 978-3-96176-007-7.
- Megalopolis – eine griechische Stadt in Arkadien. Die Stoa Myropolis. Nünnerich-Asmus, Oppenheim 2020, ISBN 978-3-96176-102-9.